# Hellen Chepngeno
Hellen Chepngeno (auch: Helen Chepngeno; * 2. August 1967 in Kitopen, Bomet District, Provinz Rift Valley) ist eine ehemalige kenianische Langstreckenläuferin.

## Leben
Sie fing mit dem Laufsport in der Grundschule von Kitopen an. Nach ihrer Schulzeit wurde sie beim kenianischen Gefängnisdienst angestellt, der ein eigenes Leichtathletikteam hat.
1991 wurde sie bei den nationalen Meisterschaften im Crosslauf Zweite hinter Tegla Loroupe und qualifizierte sich damit für die Crosslauf-Weltmeisterschaften. Sie belegte den 46. Platz und gehörte damit nicht mehr zu dem kenianischen Team, das die Goldmedaille gewann. Im Jahr darauf siegte sie bei den Landesmeisterschaften. Bei den Crosslauf-Weltmeisterschaften verbesserte sie sich auf den 15. Platz und holte zusammen mit Susan Sirma (9.), Hellen Kimaiyo Kipkoskei (11.) und Jane Ngotho (12.) das Mannschaftsgold.
1993 wurde sie nicht in das Aufgebot für die Crosslauf-Weltmeisterschaften berufen. Bei den Leichtathletik-Afrikameisterschaften in Durban gewann sie Bronze im 3000-Meter-Lauf.
Im darauffolgenden Jahr verstärkte sie ihre Bemühungen, um nicht erneut bei den Crosslauf-Weltmeisterschaften zu fehlen. Heimlich absolvierte sie während des Trainingslagers der Nationalmannschaft in den Morgenstunden zusätzliche Einheiten zusammen mit einigen anderen Athleten wie William Sigei. Die Mühe zahlte sich aus, denn bei den Crosslauf-Weltmeisterschaften in Budapest siegte sie mit sieben Sekunden Vorsprung vor der Favoritin Catherina McKiernan und wurde damit die erste afrikanische Weltmeisterin in dieser Disziplin.
Eine Verletzung am Knöchel setzte sie kurz danach außer Gefecht. Eine medizinische Behandlung im Ausland wurde ihr verwehrt. Erst als ihr der Manager Kim McDonald einen kanadischen Arzt vermittelte, der sie in Nairobi behandelte, besserte sich ihr Zustand. Schließlich war sie soweit wiederhergestellt, dass sie mit einigem Erfolg Straßenläufe in Deutschland bestreiten konnte. Unter anderem gewann sie 2000 die Nacht von Borgholzhausen.
Hellen Chepngeno hat mit ihren Preisgeldern ein Haus mit zwei Hektar Land und 15 Kühen gekauft. Sie ist alleinerziehende Mutter zweier Söhne.

## Persönliche Bestzeiten
- 1500 m: 4:07,35 min, 7. August 1993, Monaco
- 3000 m: 8:44,04 min, 4. August 1993, Zürich
- 5000 m: 15:21,98 min, 27. August 1993, Berlin